# Tom Colsoul
Tom Colsoul, né le 20 avril 1976, est un copilote de rallye et de rallye-raid belge, de la région flamande.

## Biographie
Tom Colsoul a débuté en compétitions automobiles internationales en janvier 1999, avec son frère Bob, né le 8 mai 1980, au rallye Monte-Carlo.
Tous deux, toujours associés (sauf en 2002 où Dany Colebunders remplace Bob, en 2004 où c'est au tour de Renaud Jamoul, et en 2005 où il est avec Patrick Vandersmissen), ont participé à des épreuves WRC essentiellement de 1999 à 2003, ERC de 1999 à 2001 puis 2003, et au championnat belge de 1999 à 2007, mettant fin à leur carrière en 2008 après une victoire commune au rallye Terre de Langres.
Après des débuts sur Seat Ibiza TDI jusqu'en 1999, ils sont toujours restés fidèles à des Mitsubishi Lancer Evo, de IV à IX de 1999 à 2007, ceci pour le team Duindistel.
Leur père Guy Colsoul a également été pilote de rallyes.

## Palmarès
Tom Colsoul pilote :
- 31e Rallye de Côte d'Ivoire Bandama en 2001, sur Mitsubishi Lancer Evo VI (copilote son frère Bob Colsoul);
  - 3e du Rallye Dakar en 2009, au classement camions, associé aux néerlandais G. De Rooy et M. Van Melis, sur un GINAF.

Tom Colsoul copilote (Bob au Volant) :
- Champion de Belgique des rallyes D1 du Groupe N en 2002;
- Vice-champion de Belgique des rallyes D1 du Groupe N en 2003 (5e en 2005);
- 2008: Rallye Terre de Langres (championnat de France des rallyes);
  - 2002: 3e du rallye de Flandres;
  - 2003; 4e du Rallye de Hannut;
  - 2003: 4e des 12 Heures de Haspengouw.